# Young, Dumb and Living Off Mum
Young, Dumb and Living Off Mum is een realityserie uitgezonden op BBC Three. De serie volgt een groep jonge volwassenen die het hele leven op handen en voeten zijn gedragen. In de serie wonen ze samen in een huis en moeten de jong volwassenen zorgen voor zichzelf. Elke week moeten ze het tegen elkaar opnemen in zware werk uitdagingen verzonnen door hun ouders, zo ontworpen om hen aanmoedigen om meer onafhankelijk te zijn. Na elke opdracht komen hun ouders bijeen om de beelden van de opdracht te bekijken en op basis van gedrag en prestaties bepalen ze wie er dan moet worden geëlimineerd. De winnaar aan het einde van de serie krijgt een rond-de-wereld-reis voor twee personen. De show maakt deel uit van BBC Three's Adult seizoen. Alle afleveringen zijn ingesproken door Robert Webb en geproduceerd door Byron Archard.
Een Zweedse versie genaamd Ung och bortskämd (Jong en bedorven) ging de lucht in op de SVT op 8 november 2010 en werden afgerond op 21 december. Een Ierse versie in première op TV3 in september 2010.

## Afleveringen

### Seizoen 1
Seizoen 1 werd voor het eerst uitgezonden in juli 2009. In totaal waren er acht deelnemers die deel namen aan de serie: Danielle Tucker, Dina Massey, Dogan Peri, Jay Tronica, Nicola Hitchen, Orion Nurse, Rachel Hyde en Sean Evans. Sean verscheen ook eerder in Grange Hill en Hollyoaks. Alle van de deelnemers woonde in een huis, in Lewisham, Zuid-Oost-Londen, voor een totaal van vier weken. Voor de finale bleven er nog alleen Danielle, Dina and Dogan nog over, uiteindelijk won Danielle de rond-de-wereld-reis.
| Deelnemer       | Aflevering 1 | Aflevering 2 | Aflevering 3 | Aflevering 4 | Aflevering 5 | Aflevering 6 |
| --------------- | ------------ | ------------ | ------------ | ------------ | ------------ | ------------ |
| Danielle Tucker | Bottom 4     | Bottom 4     | Bottom 3     | Veilig       | Veilig       | Winnaar      |
| Dogan Peri      | Bottom 4     | Veilig       | Veilig       | Veilig       | Veilig       | Runner-Up    |
| Dina Massey     | Veilig       | Veilig       | Veilig       | Veilig       | Veilig       | Runner-Up    |
| Sean Evans      | Veilig       | Veilig       | Bottom 3     | Veilig       | Geëlimineerd | Geëlimineerd |
| Nicola Hitchen  | Bottom 4     | Bottom 4     | Veilig       | Geëlimineerd | Geëlimineerd | Geëlimineerd |
| Rachel Hyde     | Veilig       | Bottom 4     | Geëlimineerd | Geëlimineerd | Geëlimineerd | Geëlimineerd |
| Jay Tronica     | Veilig       | Geëlimineerd | Geëlimineerd | Geëlimineerd | Geëlimineerd | Geëlimineerd |
| Orion Nurse     | Geëlimineerd | Geëlimineerd | Geëlimineerd | Geëlimineerd | Geëlimineerd | Geëlimineerd |

### Seizoen 2
De tweede serie begon op zondag 25 juli en er volgde een nieuwe groep deelnemers. Het format van de show bleef ongewijzigd ten opzichte van het vorige seizoen. Dit seizoen had oorspronkelijk acht deelnemers, maar een vervangende deelnemer, Duane Johns, werd toegevoegd in de tweede week. Nadat Chloe werd verwijderd uit het huis voor een gewelddadige uitbarsting 's nachts. Als gevolg van dit gedrag kon ze niet blijven in het huis, ze zou meer wrijving tussen de collega-huisgenoten veroorzaken. Ook vertrok een andere deelnemer, Harri Nagel, uit zichzelf. Nadat ze ruzie gekregen had met Chloe pakte ze haar spullen en boekte een taxi terug naar huis.
| Deelnemer         | Aflevering 1 | Aflevering 2 | Aflevering 3 | Aflevering 4 | Aflevering 5 | Aflevering 6 |
| ----------------- | ------------ | ------------ | ------------ | ------------ | ------------ | ------------ |
| Levi Gardiner     | Veilig       | Veilig       | Bottom 3     | Veilig       | Safe         | Winnaar      |
| Coran Davies      | Veilig       | Veilig       | Veilig       | Veilig       | Safe         | Runner-Up    |
| Danielle Stott    | Veilig       | Veilig       | Veilig       | Veilig       | Bottom 2     | Runner-Up    |
| Adam Jackson-Gane | Veilig       | Veilig       | Veilig       | Bottom 2     | Geëlimineerd | Geëlimineerd |
| Iman Fares        | Veilig       | Bottom 3     | Bottom 3     | Geëlimineerd | Geëlimineerd | Geëlimineerd |
| Duane Johns       | N/A          | Bottom 3     | Geëlimineerd | Geëlimineerd | Geëlimineerd | Geëlimineerd |
| Marc Campfield    | Veilig       | Geëlimineerd | Geëlimineerd | Geëlimineerd | Geëlimineerd | Geëlimineerd |
| Harri Nagel       | Gestopt      | Gestopt      | Gestopt      | Gestopt      | Gestopt      | Gestopt      |
| Chloe Duncalf     | Verwijderd   | Verwijderd   | Verwijderd   | Verwijderd   | Verwijderd   | Verwijderd   |

### Seizoen 3
Het filmen van seizoen 3 werd gestart op 20 maart en eindigde op 12 april 2011. Series 3 ging de lucht in op 14 augustus daarbij werd gebruikgemaakt van hetzelfde format als de voorgaande twee seizoenen. Net als het vorige seizoen bestaat de serie uit acht deelnemers: Jack Woodman, Ryan Lee Cox, Tom Latham, Enzo Salerno, Gracie Dudley, Sophie Simpson, Jade Franklin en Ruby-Jo Leverton.
| Deelnemer        | Aflevering 1 | Aflevering 2 | Aflevering 3 | Aflevering 4 | Aflevering 5 | Aflevering 6 |
| ---------------- | ------------ | ------------ | ------------ | ------------ | ------------ | ------------ |
| Ryan Cox         | Bottom 3     | Veilig       | Bottom 3     | Veilig       | Veilig       | Winnaar      |
| Ruby-Jo Leverton | Veilig       | Bottom 3     | Bottom 3     | Veilig       | Veilig       | Runner-Up    |
| Tom Latham       | Veilig       | Veilig       | Veilig       | Bottom 3     | Bottom 2     | Runner-Up    |
| Jack Woodman     | Veilig       | Bottom 3     | Veilig       | Bottom 3     | Geëlimineerd | Geëlimineerd |
| Gracie Dudley    | Bottom 3     | Veilig       | Veilig       | Geëlimineerd | Geëlimineerd | Geëlimineerd |
| Jade Franklin    | Veilig       | Veilig       | Geëlimineerd | Geëlimineerd | Geëlimineerd | Geëlimineerd |
| Enzo Salerno     | Veilig       | Geëlimineerd | Geëlimineerd | Geëlimineerd | Geëlimineerd | Geëlimineerd |
| Sophie Simpson   | Geëlimineerd | Geëlimineerd | Geëlimineerd | Geëlimineerd | Geëlimineerd | Geëlimineerd |